# Adrián Vásquez
Adrian Vasquez es un jugador ecuatoriano que juega de volante. Actualmente está en el Deportivo Cuenca de la Serie Adel futbol ecuatoriano.

## Clubes
| Club             | País    | Año       | Pj | Goles |
| ---------------- | ------- | --------- | -- | ----- |
| Deportivo Cuenca | Ecuador | 2009-2010 |    |       |
| Liga de Cuenca   | Ecuador | 2010      | 7  | 5     |
| Deportivo Cuenca | Ecuador | 2010-     |    |       |

- Datos: Q5658610